# Kreditschutzverband von 1870
Der Kreditschutzverband von 1870 (KSV1870) ist ein staatlich bevorrechteter, wirtschaftlich und politisch unabhängiger Gläubigerschutzverband in Österreich. Er vertritt die Interessen von mehr als 30.000 freiwilligen Mitgliedern. Sein Ziel ist es, Wirtschaftstreibende vor finanziellem Schaden zu bewahren und ihre Liquidität zu fördern. Der KSV1870 versteht sich als führende Wirtschaftsplattform, die durch ihre Lösungen die ökonomischen Risiken ihrer Kunden minimiert und damit wesentlich zu ihrem Unternehmenserfolg beiträgt.

## Geschichte

### 1870 bis 1899
Als erste europäische Organisation dieser Art wurde der Creditorenverein zum Schutz der Forderungen bei Insolvenzen am 10. April 1870 in Wien von rund 40 Kaufleuten und Industriellen, zum Großteil aus dem Textilhandel, gegründet.

### 1900 bis 1999
Im Jahr 1913 kamen Inkasso-Dienstleistungen und Bonitätsauskünfte ergänzend hinzu. Die staatliche Bevorrechtung erfolgte am 20. Februar 1925. Im Jahr 1970 wurde der Verein im Rahmen seines 100-jährigen Bestehens mit dem Österreichischen Staatswappen ausgezeichnet. In den folgenden Jahrzehnten setzte der KSV1870 auf den Ausbau digitaler Dienstleistungen. Ab 2003 stand den Mitgliedern ein eigenes Portal myksv.at zur Verfügung. Im Jahr 1990 gründete der Kreditschutzverband in Zusammenarbeit mit der französischen Kreditversicherung Coface die Intercredit Information Holding AG (jetzt Coface Central Europe Holding AG) und engagierte sich in Osteuropa.

### 2000 bis jetzt
Im Zuge einer Neustrukturierung der Geschäftsfelder des KSV1870 wurden im Jahr 2008 die KSV1870 Holding AG, die KSV1870 Information GmbH und die KSV1870 Forderungsmanagement GmbH gegründet. Im Jahr 2020 feierte der Verband sein 150-jähriges Jubiläum.

## Struktur
Der Kreditschutzverband von 1870 ist das Dach der KSV1870 Gruppe und wird von Präsidium und der Verbandsvorstand geleitet. Die operative Geschäftsführung obliegt Ricardo-José Vybiral und Hannes Frech. Rund 360 Mitarbeiter betreuen mehr als 30.000 Mitglieder. Der Verband ist zu 100 Prozent an der KSV1870 Holding AG beteiligt. Die beiden Tochtergesellschaften, KSV1870 Information GmbH und KSV1870 Forderungsmanagement GmbH, stehen im Eigentum der Holding. Gerhard Wagner ist Geschäftsführer der KSV1870 Information GmbH und Walter Koch ist Geschäftsführer der KSV1870 Forderungsmanagement GmbH.
Der Hauptsitz befindet sich in Wien, weitere Standorte sind in Graz, Linz, Salzburg, Klagenfurt, Innsbruck, Feldkirch. Der Verein agiert wirtschaftlich wie politisch unabhängig.

## Produkte (Auszug)
Der KSV1870 bietet folgende Leistungen an:
- Mitgliedschaft für Unternehmen
- Bonitätsauskünfte (Informationen über Zahlungsverhalten und finanzielle Situation eines Unternehmens)
- Monitoring (Bonitätsbeobachtung)
- Inkasso (Forderungsmanagement)
- Insolvenz (Insolvenzvertretung von Privat- und Kommerzkunden)
- Marketingdaten und Business-Intelligence-Lösungen

Des Weiteren werden Selbstauskünfte an Privatpersonen erteilt (Information für Behörden, Mieter, Finanzierer und Bewerber).

## Kritik
Der österreichische Konsumentenschutzverband VKI kritisierte, dass bereits die Anfrage um einen Kredit zu einer Registrierung beim KSV führen kann.
Dem KSV 1870 wurde zudem vorgeworfen, sich „staatstragend zu gebärden“, obwohl es sich um ein privatwirtschaftliches Unternehmen handelt. Seine Schreiben würden den Eindruck erwecken, als kämen sie von einer staatlichen Behörde. Die erhobenen Daten werden als fehlerhaft kritisiert. Die Weigerung von Organisationen wie dem KSV 1870, veraltete Daten zu löschen oder zu aktualisieren, oder aber die Daten zu löschen und durch diese Löschung eine mangelnde Kreditwürdigkeit anzudeuten, behindere Menschen in ihrem wirtschaftlichen Neustart und bedeute einen laufenden Rechtsbruch durch diese Organisationen.
2024 zeigte der Datenschützer Max Schrems den KSV1870 an, da dieser ihre Kunden in die Irre führe. Eine Auskunft des KSVs muss bei einigen Behörden vorgelegt werden, um die eigene Bonität zu beweisen. In der DSGVO ist verankert, dass jeder kostenlos Zugriff auf alle Daten erhalten muss, die ein Unternehmen über ihn gespeichert hat. Dieser Verpflichtung kommt der KSV laut Schrems nur unzureichend nach, da dieser den kostenpflichtigen „InfoPass“ exzessiv auf der eigenen Seite bewerbe und auch auf der kostenlosen Auskunft geschrieben steht, diese sei nicht zur Weitergabe an Dritte bestimmt. Laut Schrems ist diese Taktik irreführend und somit gesetzeswidrig. Des Weiteren bemängeln Kunden auch, dass eben diese kostenlose KSV Auskunft nach Art. 15 DSGVO auf der offiziellen Homepage schwer zu finden ist.

## Sonstiges
Im Rahmen seiner Corporate-Social-Responsibility-Aktivitäten unterstützt die KSV1870 Gruppe Initiativen zum Thema Finanzbildung als fixen Bestandteil der schulischen und akademischen Ausbildung.
Die Auszeichnung Austria’s Leading Companies wird von Die Presse gemeinsam mit dem KSV1870 und PwC Österreich jährlich an heimische Unternehmen für ihre Leistungen vergeben.

## Belege
1. ↑  KSV1870 Konzernabschluss 2023. In: evi.gv.at. Abgerufen am 16. September 2024.
2. ↑  KSV1870 Kreditschutzverband. Abgerufen am 10. Januar 2022.
3. ↑  Organisation. Abgerufen am 10. Januar 2022.
4. ↑  KSV1870 feiert 2015 sein 145 jähriges Bestehen. Abgerufen am 10. Januar 2022.
5. ↑  KSV1870 seit 150 Jahren solidarisch mit der Wirtschaft feiert 2015 sein 145 jähriges Bestehen. Abgerufen am 10. Januar 2022.
6. ↑  Die Gründung des KSV1870 aus dem Gedanken der Solidarität. Abgerufen am 10. Januar 2022.
7. ↑  150 Jahre KSV1870. Abgerufen am 10. Januar 2022.
8. ↑  KSV1870 Holding AG. Abgerufen am 10. Januar 2022.
9. ↑  KSV1870 seit 150 Jahren solidarisch mit der Wirtschaft feiert 2015 sein 145 jähriges Bestehen. Abgerufen am 10. Januar 2022.
10. ↑  KSV1870 Gruppe Ricardo Jos Vybiral als CEO bestätigt. Abgerufen am 10. Januar 2022.
11. ↑  Geschäftsführerwechsel im KSV1870. Abgerufen am 10. Januar 2022.
12. ↑  Risikoprüfung: Schema F hat ausgedient. Abgerufen am 10. Januar 2022.
13. ↑  KSV-Geschäftsführer Koch: "Wir sind keine 'graue' Branche!" Abgerufen am 10. Januar 2022.
14. ↑  Was ist der KSV in Österreich? Abgerufen am 10. Januar 2022.
15. ↑  KSV 1870 Kreditschutzverband. Abgerufen am 10. Januar 2022.
16. ↑  KSV 1870: Datenschutz bei Kreditevidenz
17. ↑  ARGE DATEN: KSV1870 kassiert für fehlerhafte Daten unzulässiges Körberlgeld
18. ↑  ORF at/Agenturen red: Datenschützer Schrems klagt Kreditschutzverein KSV1870. 4. Januar 2024, abgerufen am 25. Januar 2024.
19. ↑  Omid Kafaji: KSV Selbstauskunft - eigene Bonität abfragen ⋆ DerFinanzcheck.at. In: DerFinanzcheck.at. 31. Mai 2024, abgerufen am 3. Juni 2024 (deutsch).
20. ↑  Daten und Digitalisierung: Transparenz schaffen durch Financial Literacy! Abgerufen am 10. Januar 2022.
21. ↑  Das sind Austria's Leading Companies 2020. Abgerufen am 10. Januar 2022.